# Lino Dainese
Lino Dainese (Arzignano, 19 giugno 1948) è un imprenditore italiano, fondatore dell'azienda di abbigliamento protettivo per lo sport Dainese.

## Biografia
Figlio di un funzionario di banca, primo di tre fratelli, studia ragioneria, s'iscrive a Economia e commercio alla Ca' Foscari di Venezia ma ad un certo momento preferisce entrare prima nell'ufficio acquisti della FIAMM di Vicenza e poi in una piccola impresa di sci di Trento. Si dedica alle moto, una delle sue passioni. 
Scopre che l'abbigliamento per motociclisti dell'epoca, o è importato dal Nord Europa o è di qualità scadente. Così, vivendo in una zona in cui si intrecciano le competenze di due distretti industriali (quello di Arzignano per la pelle e quello di Marostica per le confezioni in pelle) a 24 anni fonda nel 1972, a Molvena, l'omonima azienda.
Nel 1976 produce per Giacomo Agostini una tuta studiata per resistere all'abrasione e piena di colore in un periodo in cui si producono solo tute e giubbotti neri. Poi è la volta di Barry Sheene. E con Sheene emerge il problema di proteggere la schiena nelle cadute. Così in quegli anni inventa, con la collaborazione del designer francese Marc Sadler, la protezione dorsale per motociclisti (il paraschiena Aragosta).
Negli anni ottanta l'impiego delle protezioni composite si estende alle altre parti del corpo, più del 70% è destinato all'export. Dainese comincia a produrre anche linee di abbigliamento e accessori per altri settori, dallo sci all'equitazione, apre un centro logistico alla periferia ovest di Vicenza, apre anche un centro ricerche con il nome di D-Tec (Dainese Technology Center). Dal 1994 supporta i giovani architetti del Centro Internazionale di Studi di Architettura Andrea Palladio.
Nel 1995 inizia il progetto per un dispositivo di sicurezza di tipo airbag dedicato ai motociclisti (il Dainese D-air). Nel 2000 Dainese, appassionato e collezionista d'arte, ristruttura un mulino, sorto nel 1634 a Polegge (Vicenza), su concessione del Magistrato alle Acque di Venezia, con lo scopo di dare spazio a giovani artisti e divulgare la cultura dell'arte contemporanea nel territorio vicentino. Il mulino (chiamato "503 Mulino") ospita tuttora varie mostre.
Dal 2004 al 2011 è membro del consiglio d'amministrazione del MART, Museo d'Arte Moderna e Contemporanea di Trento e Rovereto. E nel 2014 è nominato presidente del CISA, Centro Internazionale di Studi di Architettura Andrea Palladio.
Nel 2014 Dainese, senza eredi, cede la maggioranza della Dainese S.p.A. a un fondo del Bahrein (tiene per sé il 20%) e fonda la società D-air Lab per lo studio e l'applicazione di tecnologie innovative alla protezione del corpo umano.
Nel luglio 2025 la ditta Dainese S.p.A viene venduta al prezzo simbolico di 1€ dal gruppo di investimento Carlyle Group ai creditori dopo aver accumulato 300 milioni di euro in debiti.

## Riconoscimenti
- Nel 2007 il "Premio Italiano della Creatività".
- Nel 2009 il Premio Masi per la Civiltà Veneta.
- Nel 2015 riceve dal Presidente della Repubblica Italiana il "Premio Leonardo Qualità Italia".